# Uvira
Uvira é uma cidade da República Democrática do Congo, na província de Quivu do Sul, ao norte do Lago Tanganica. Fica a 120 km de Bucavu, capital da província. Uvira foi a antiga capital da sub-região do Quivu do Sul, quando ainda havia a região do Quivu. Quando a província foi criada, a capital foi transferida para Bucavu. Segundo estimativas para 2005, tem 170.244 habitantes.
As cidades relevantes mais próximas são Sange, ao norte, Baraca, ao sul, e Bujumbura, a leste.